# Anoplophilus amagisanus
Anoplophilus amagisanus är en insektsart som beskrevs av Ishikawa, H. 2002. Anoplophilus amagisanus ingår i släktet Anoplophilus och familjen grottvårtbitare. Inga underarter finns listade i Catalogue of Life.